# Sirius Passet

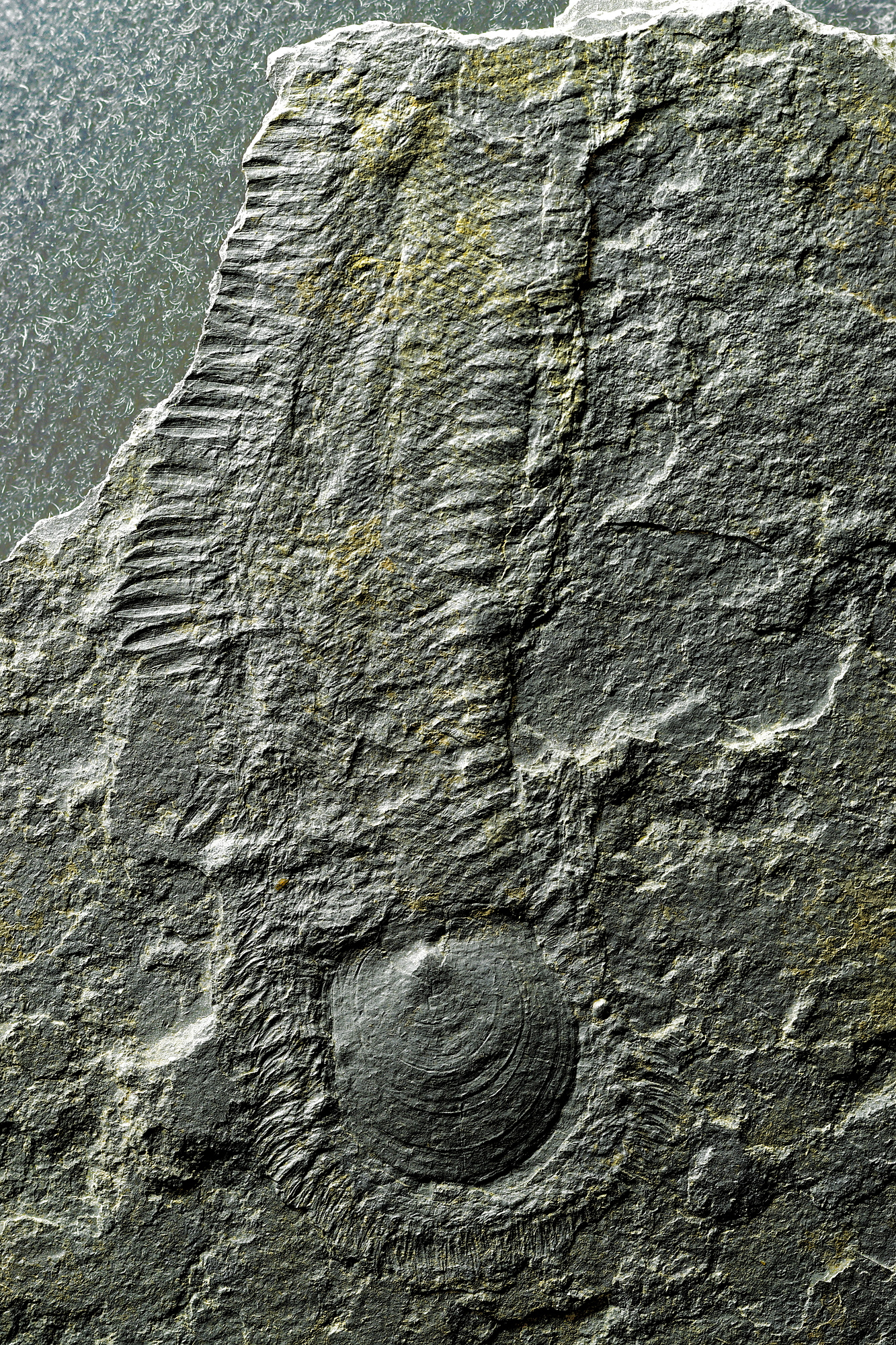
Halkieria, un fossile iconico di Sirius Passet

Sirius Passet è un giacimento fossilifero di tipo Konservat-Lagerstätte del periodo Cambriano (Formazione Buen),  situato in Groenlandia. Sirius Passet prende il nome dalla Pattuglia Sirius che opera nella Groenlandia settentrionale. I fossili si trovano in sei luoghi nella Terra di Nansen, sulla sponda orientale del fiordo J.P. Koch, nell'estremo nord della Groenlandia. Fu scoperto nel 1984 da A. Higgins del Geological Survey of Greenland. Un resoconto preliminare fu pubblicato da Simon Conway Morris ed altri nel 1987 ma, da allora,  spedizioni guidate da J.S. Peel e Simon Conway Morris sono tornate sul sito più volte. Sono stati raccolti sul campo circa 10.000 esemplari fossili.

## Età
La fauna è inevitabilmente paragonata a quella di Burgess Shale, anche se probabilmente è più antica di una decina di milioni di anni, 518 milioni di anni contro 508 milioni di anni (Martin ed altri 2000) (Epoca 2, Cambriano III) e contemporanea alla fauna di Chengjiang, che risale anch'essa a 518 milioni di anni fa.

## Conservazione
La conservazione di Sirius Passet non è della tipologia della fauna tipo Burgess Shale, ma rappresenta piuttosto una silicizzazione che ha creato uno "stampo" dell'organismo ricordante la conservazione tipo Ediacara del biota precambriano di Ediacara.

## Fauna

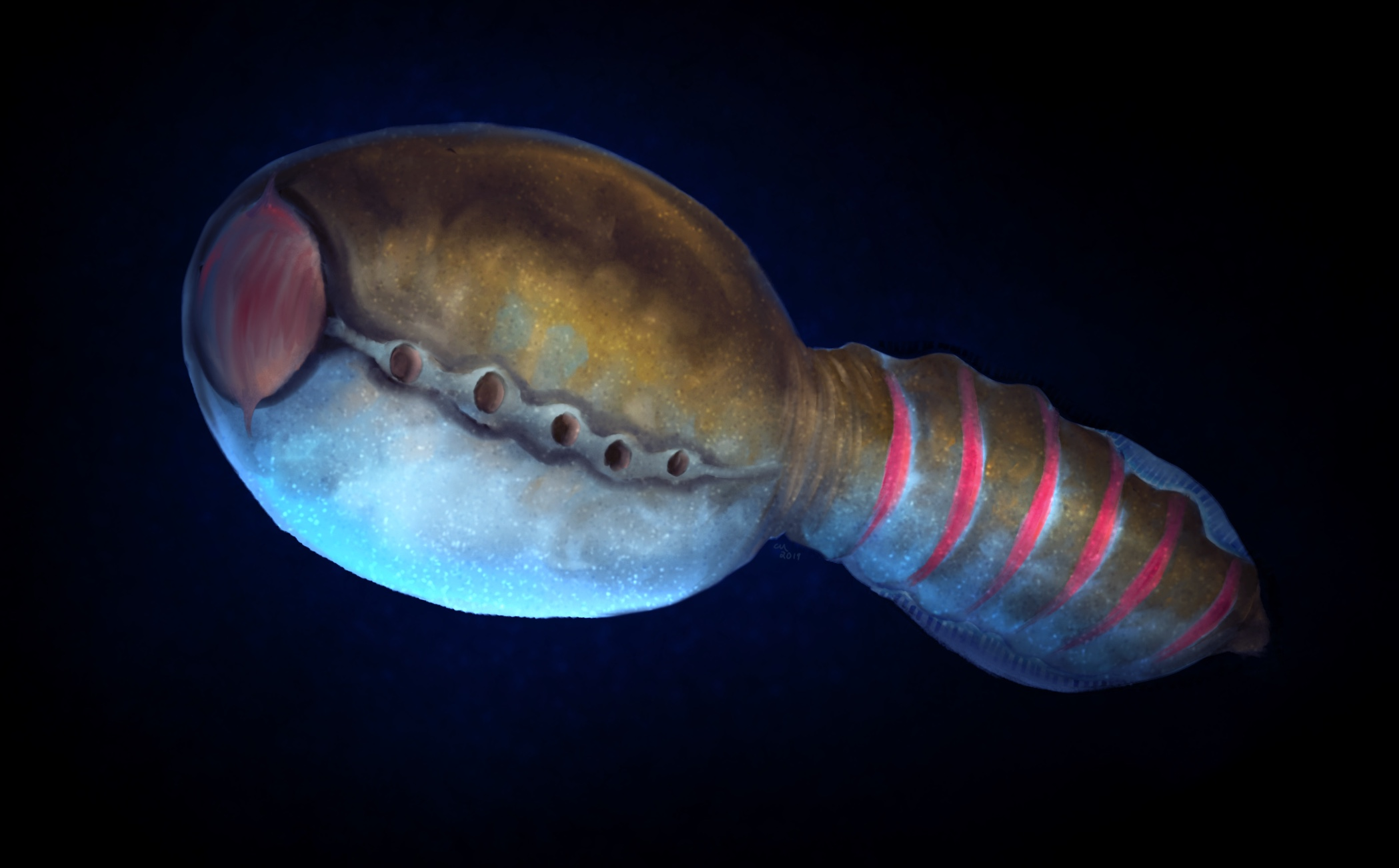
Ooedigera è un enigmatico animale scoperto a Sirius Passet

Sebbene la fauna non sia stata ancora completamente descritta, è noto essere costituita da un moderato numero di artropodi e spugne, più rari rappresentanti di altri gruppi. Sirius Passet ha rivelato il problematico taxon Halkieria e i panartropodi Kerygmachela e Pambdelurion, che hanno tutti avuto un ruolo di primo piano nelle discussioni sulle origini dei moderni phyla animali.

## Taxa della fauna di Sirius Passet
Questo è un elenco parziale dei taxa di Sirius Passet. I criteri per l'inclusione non sono specificati. 
- Aaveqaspis inesoni[5]
- Buenaspis forteyi
- Buenellus higginsi
- Hadranax augustus
- Halkieria evangelista
- Kerygmachela kierkegaardi
- Kiisortoqia soperi
- Kleptothule rasmusseni
- Ooedigera peeli[6]
- Pambdelurion whittingtoni
- Pauloterminus spinodorsalis
- Phragmochaeta canicularis[7]
- Tamisiocaris borealis